# Mansueto Velasco
Mansueto "Onyok" Velasco, född 10 januari 1974 i Bago City, Filippinerna, är en filippinsk boxare som tog OS-silver i lätt flugviktsboxning 1996 i Atlanta. Han är yngre bror till Roel Velasco, som vann OS-guld i lätt flugviktsboxning 1992 i Barcelona. 